# Heinkel P.1077
O Heinkel P.1077 foi um projecto da Heinkel para desenvolver um interceptor para a Luftwaffe. Foi uma das aeronaves concorrentes no Programa Caça de Emergência do Ministério da Aviação do Reich.

## Variantes
Duas variantes foram planeadas:
- P.1077 Julia I e Julia II - Interceptor com motor a foguete Walter HWK 509.[2]
- P.1077 Romeo - Interceptor a jato com motor Argus As 014.[2]